# Херцогът
„Херцогът“ (на английски: The Duke) е британска трагикомедия от 2020 година на режисьора Роджър Мичъл, по сценарий на Ричард Бийн и Клайв Колман. Във филма участват Джим Броудбент, Хелън Мирън, Фион Уайтхед, Анна Максуел Мартин и Матю Гуд. Това е последния филм на Мичъл преди смъртта му през 2021 г.
Насрочен е да бъде пуснат по кината във Великобритания на 25 февруари 2022 г.